# Битва при Вадімонському озері (283 до н. е.)
Битва при Вадімонському озері сталася в 283 до н. е. між військами Риму та коаліції етрусків і галльських племен сенонів і бойїв. Командувачем римської армії був консул Публій Корнелій Долабелла. Римляни здобули перемогу в битві.
Згідно Аппіану та Діону Кассію, кампанія Долабелли проти бойїв продовжувала його перемоги над галлами, розпочаті розгромом вождя сенонів Брітомара, який переміг в 284 до н. е. Метела Дентера.